# Valerij Belen'kij
Valerij Vladimirovič Belen'kij (in russo Валерий Владимирович Беленький?; Baku, 5 settembre 1969) è un ex ginnasta azero naturalizzato tedesco, fino al 1991 sovietico.

## Palmarès

### Olimpiadi
- 2 medaglie:
  - 1 oro (Barcellona 1992 nel concorso a squadre[1])
  - 1 bronzo (Barcellona 1992 nell'All-around[1])

### Mondiali
- 6 medaglie:
  - 4 ori (Stoccarda 1989 nel concorso a squadre[2]; Indianapolis 1991 nel concorso a squadre[2]; Indianapolis 1991 nel cavallo con maniglie[2]; Losanna 1997 nel cavallo con maniglie[3])
  - 2 bronzi (Parigi 1992 nelle parallele[1]; Birmingham 1993 nelle parallele[3])